# Vriesea confusa
Vriesea confusa är en gräsväxtart som beskrevs av Lyman Bradford Smith. Vriesea confusa ingår i släktet Vriesea och familjen Bromeliaceae. Inga underarter finns listade i Catalogue of Life.